# Prignac-et-Marcamps
Prignac-et-Marcamps è un comune francese di 1 381 abitanti situato nel dipartimento della Gironda nella regione della Nuova Aquitania.

## Società

### Evoluzione demografica
Abitanti censiti